# 主体思想派
主体思想派，简称主思派，是韩国学生运动中的一个政治派系，该派系支持朝鲜的官方意识形态主体思想。它在1980年代的民主化运动中最为突出，并作为韩国政治中民族解放派的一部分。

## 历史

### 背景
朝鲜分裂和朝鲜战争后，大批左翼团体转入地下活动。然而，随着政府对民主活动的镇压和1980年代因武官全斗焕就任总统而导致“漢城之春”的终结，热潮愈演愈烈，主体思想乘此进入韩国。经过不同观点的政治及民间团体之间的斗争，主思派的地位得到巩固。

### 起源
这一派系于1986年行程，在学运和劳工运动的大本营“运动圈”中开始。金永焕写下的《钢铁书信》被认为是参与者运动的教科书。该派系也被以“民族解放派”称之，因为它强调基于“民族解放人民民主革命论”的朝鲜革命理论。然而不是所有的“民族解放派”都认可主体思想。

### 蘇東劇變及其随后的衰落
韩国的反共法律业已使人民长期对主体思想抱负面态度。然而，在1987年大规模示威后建立宪政民主后，运动的重点转向了鼓励国家统一。全國大學生代表者協議會于1987年派代表到平壤参加“韩民族祝典”。当苏联解体、金日成逝世以及1995年朝鲜饥荒的消息传来，主思派面临衰亡的危机。然而，1994年，时任西江大学校长的朴洪以主思派和社劳盟为例，召开记者会，声称朝鲜在学校里扶持恐怖组织，民众再次开始关注相关事宜。该声明是在学生因为悼念金日成逝世而被捕的事件背景下发表的。

## 批评
韩国的某些左翼派系通常被视同“亲北”“从北”或“主思派”，以至韩国保守派、反共派和其他反朝鲜人士批评。林秀卿因出席1989年在朝鲜举行的第13届世界青年与学生联欢节而闻名，并赞扬朝鲜国家主席金日成。她代表学生组织全代协（即现在的韓總聯）出席活动。2012年4月，她当选为第19届国会议员暨民主统合党第二十一位比例代表。2012年6月，在一家酒吧与一名脱北者发生冲突时，林氏辱骂一名执政党议员为“狗娘养的背叛者”，另一名议员则被斥为“叛徒”。《中央日报》称此事件为“首尔餐厅的酒精长篇大论”，质疑他们挑战她作为立法者的合法性。事件引发民间抗议。